# Kristina Cruises

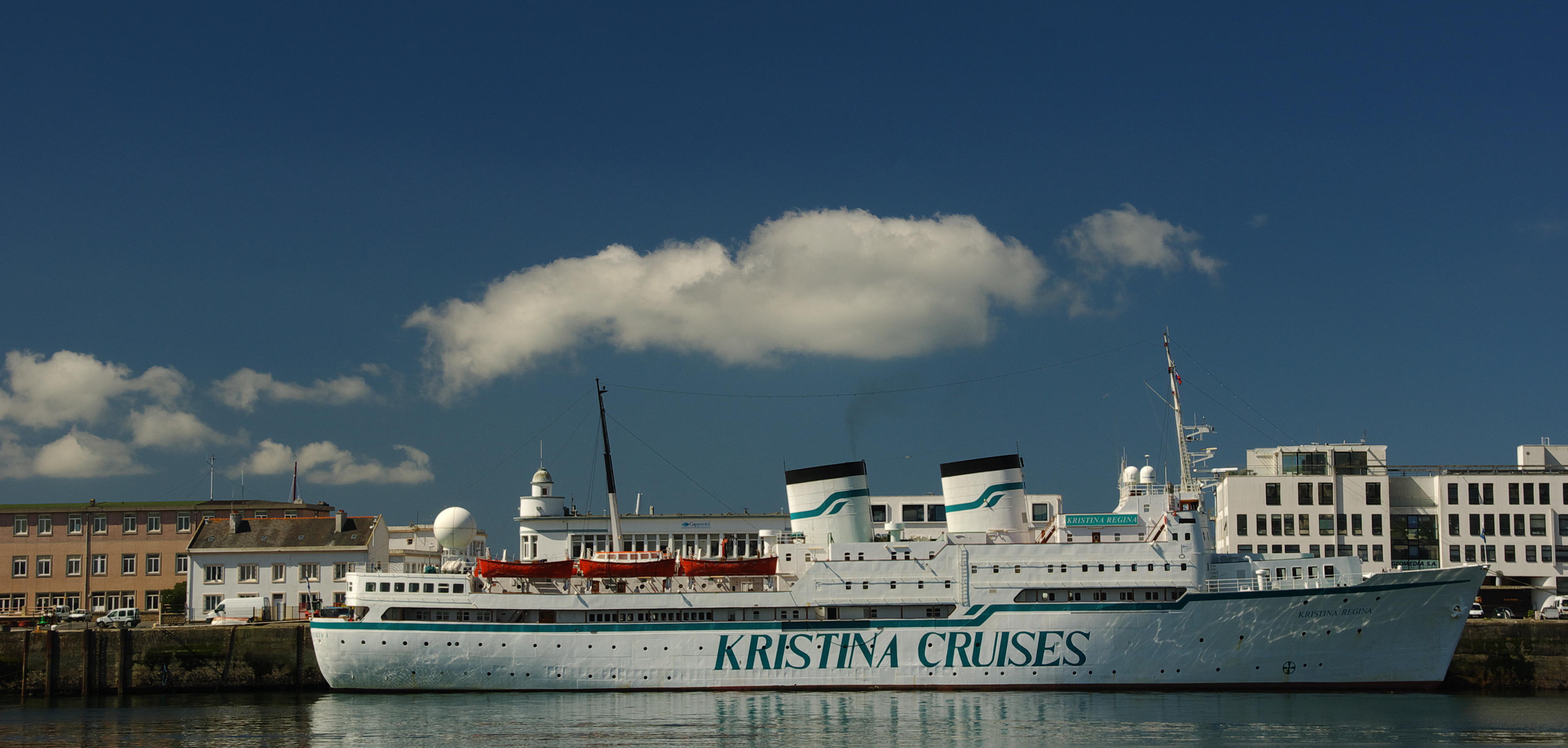
Kristina Regina vid kaj i Brest 2009. Fartyget trafikerade för Kristina Cruises åren 1987–2010.

Kristina Cruises är en finländsk resebyrå inriktad på kryssningar. Fram till 2013 bedrev man kryssningstrafik med egna fartyg i Finland och internationellt. Företaget är baserat i Kotka.
Bolaget grundades 1985, men har sina rötter i den lokala motorbåtstrafik grundaren Keijo Partanen inledde på 1950-talet i Kotka och senare till Pyttis Fagerö och Aspö; 1983 gjordes ett första försök med kryssningar med motorbåten Ahti VIII från Kotka till Viborg. 1985 inköptes det mindre passagerarfartyget Kristina Brahe och två år senare S/S Borea, som byggdes om och döptes till m/s Kristina Regina. Internationell kryssningstrafik inleddes, till en början på Viborg och Tallinn, senare till hamnar vid Östersjön, vid norska kusten och Vita havet. Under 1999 fogades Medelhavet till trafikområdet, och 2001 började Kristina Regina kryssa vid Västafrikas kust. Viborgstrafiken inställdes 2002, och i stället skapades en ny sommarrutt som med m/s Kristina Brahe förband Mariehamn och Utö med Saimen. Kristina Cruises var 2005 Finlands enda internationella kryssningsrederi. I november 2013 begärde Kristina Cruises företagsrekonstruktion och i januari 2014 såldes det enda kvarvarande fartyget Kristina Katarina.